# Isomyia viridiscutellata
Isomyia viridiscutellata är en tvåvingeart som beskrevs av Fang och Fan 1985. Isomyia viridiscutellata ingår i släktet Isomyia och familjen Rhiniidae. Inga underarter finns listade i Catalogue of Life.